# Erophylla
Erophylla és un gènere de ratpenats fil·lostòmids que viuen a les Antilles.

## Taxonomia
- Ratpenat de les flors bru (Erophylla bombifrons)
- Ratpenat de les flors de Sezekorn (Erophylla sezekorni)